# Bundung Borehole
Bundung Borehole, ein Teil von Bundung, ist ein Ortsteil der Gemeinde Kanifing (englisch Kanifing Municipal) im westafrikanischen Staat Gambia.
Der Ortsteil liegt im Südwesten der Gemeinde und gehört zum Ort Serekunda. Bei der Volkszählung von 1993 wurde Bundung Borehole mit Bundung Six Junction als eigener Ort (Bununka Kunda) mit 41.369 Einwohnern gelistet.

## Geographie
Serekunda (als Ortsteil) liegt benachbart im Norden. Bundung Six Junction liegt im Osten, die Grenze bildet die Bundung Road, die gerade nach Süden verläuft. Im Süden schließt sich der Ortsteil Latri Kunda Sabiji an. Im Südwesten verläuft die Grenze der Gemeinde Kanifing, benachbart liegen die Orte Sukuta und Nema Kunku. Der Ortsteil Bakoteh grenzt ein kleines Stück im Nordwesten.